# Hautasaari (ö i Ylitornio)
Hautasaari är en ö i Finland. Den ligger i sjön Torasjärvi och i kommunen Övertorneå i den ekonomiska regionen  Tornedalens ekonomiska region  och landskapet Lappland, i den norra delen av landet, 700 km norr om huvudstaden Helsingfors. Öns area är 2,3 hektar och dess största längd är 290 meter i nord-sydlig riktning.